# Lehumo
Der Lehumo (Lago Lehumo, Debo Lehumo, auch Danau Eraulo, mambai: Lihumu, tetum Lihulu) ist ein See im Norden des osttimoresischen Sucos Eraulo (Verwaltungsamt Letefoho, Gemeinde Ermera), knapp 28 Kilometer südlich der Landeshauptstadt Dili. Die Gemeindehauptstadt Gleno ist sechs Kilometer entfernt. Die Ufer des Sees reichen bis an die Grenzen der Nachbarsucos Estado, Humboe und Lauala.

## Überblick

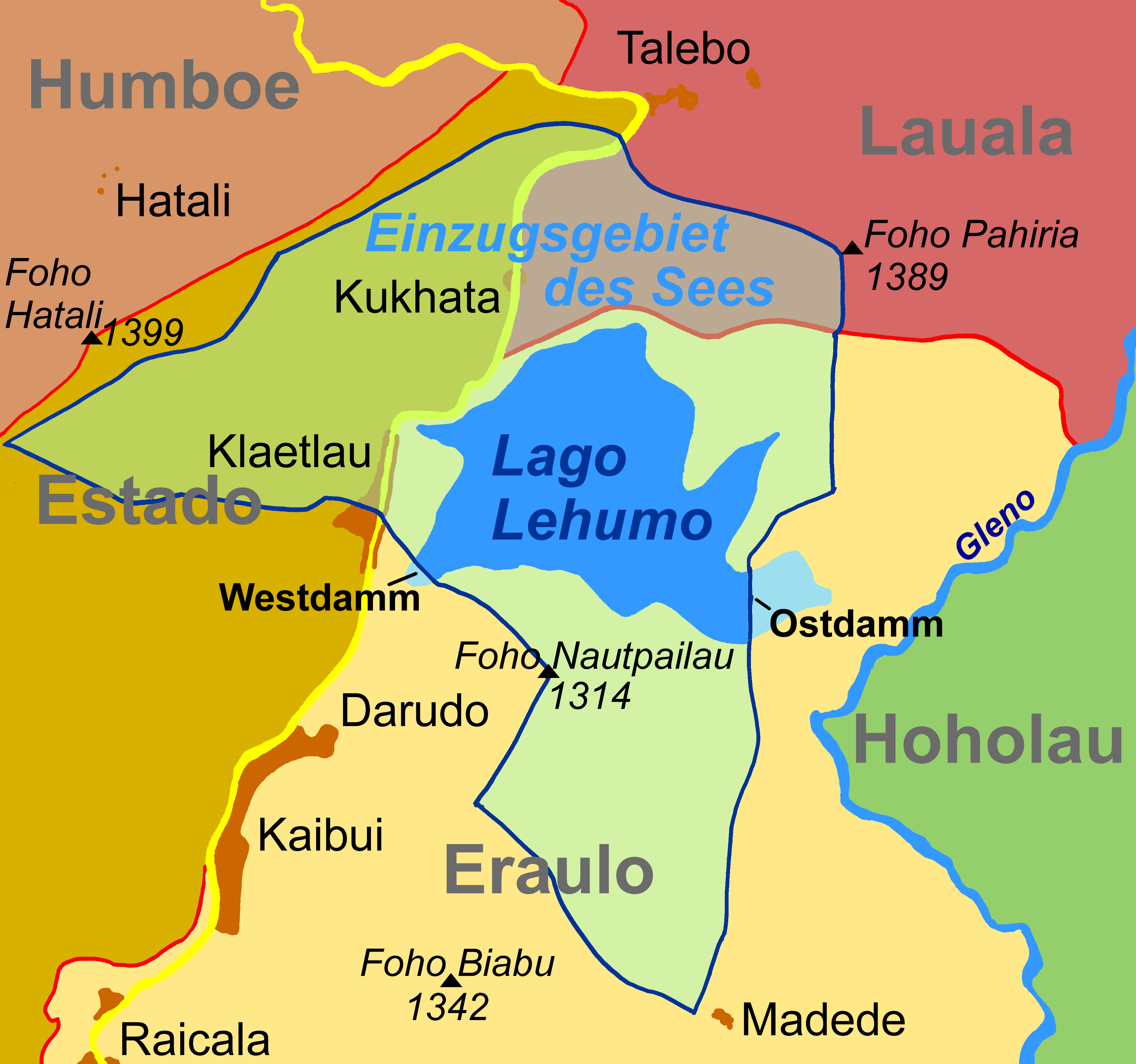
Das Einzugsgebiet des Sees erstreckt sich über die drei angrenzenden Sucos (Grenzen auf der Karte von vor 2015)

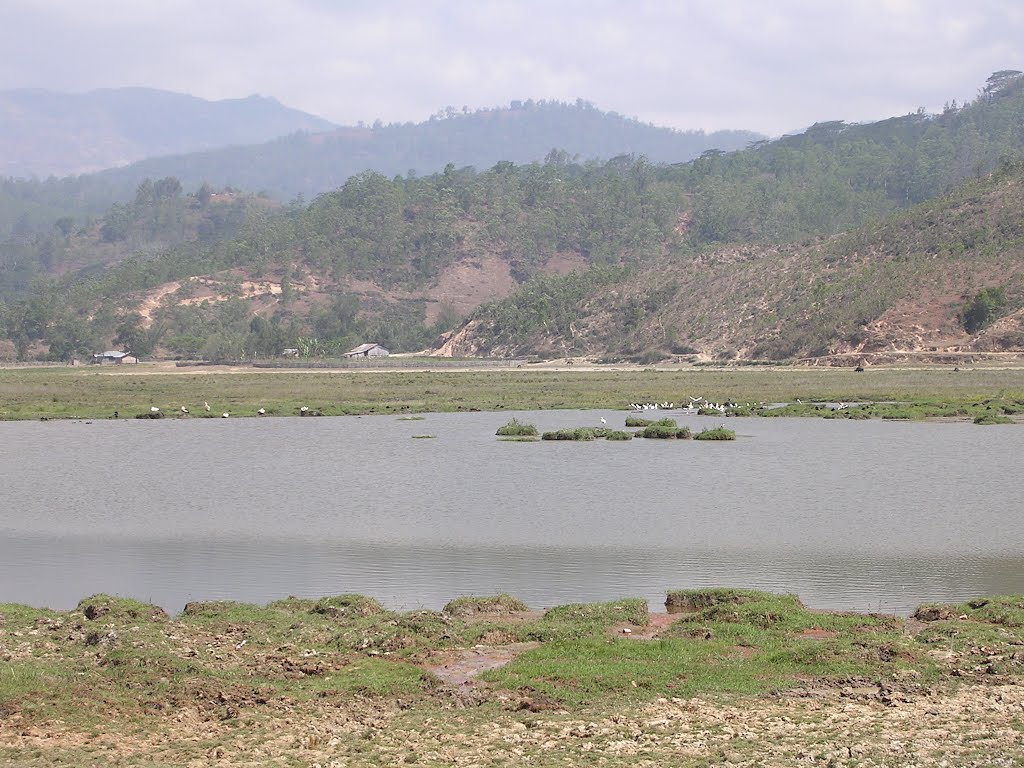
Auf dem See leben zahlreiche Vögel, wie etwa Reiher und Brillenpelikane

Der Lehumo ist sehr flach und wird nur durch Zuflüsse während der Regenzeit gespeist. Das Einzugsgebiet ist etwa 2,45 km² groß. In seiner größten Ausdehnung erreicht der See eine Fläche von 0,48 km². Er liegt auf einer Meereshöhe von 1200 m und wird von mehreren Bergen umrahmt: Dem Foho Nautpailau (1314 m) im Süden, dem Foho Pahiria (1389 m) im Nordosten und dem Foho Hatali (1399 m) im Westen.
Ein zwei Meter hoher, fünf Meter breiter und 70 Meter langer Erdwall im Westen schützt die Umgebung vor Überschwemmungen, während im Osten eine Aufschüttung den See begrenzt. Der Damm wurde 1994 auf einem alten Straßendamm aus der Kolonialzeit (vor 1975) errichtet. Der Damm sollte die Speicherkapazität des natürlichen Sees erweitern, um den geringen Bedarf für Feldbewässerung zu versorgen und Fischfarmen anzulegen. Neben den drei am See angrenzenden Sucos sind traditionell noch zwei weitere an der Bewirtschaftung des Sees beteiligt: Humboe und Hoholau. In den fünf Sucos leben insgesamt 10.259 Menschen (2010). Während in Eraulo und Hoholau mehrheitlich Mambai leben, bilden in den anderen drei Sucos die Tetum die Bevölkerungsmehrheit. Haupteinnahmequelle der Dörfer in der Umgebung ist der Kaffeeanbau, dessen Zentrum Osttimors in der Gemeinde Ermera liegt.
Die östliche Aufschüttung stammt aus dem Jahr 1999, ist etwa anderthalb Meter niedriger als der Westdamm und 190 m lang. Ohne diese Begrenzung reichte der See früher möglicherweise bis zu hundert Meter weiter in Richtung Osten. Der Boden dort besteht hauptsächlich aus Schluff und nur zu geringem Teil aus Lehm, so dass die Struktur relativ stabil ist. Osttimors Geologie führt ansonsten oft zu Erdrutschen und Erosion. Trotzdem ist die Aufschüttung im Osten an einer Stelle zusammengebrochen und Wasser fließt hier einem natürlichen, 450 Meter langen Abfluss folgend aus dem See in den Rio Gleno, ein Nebenfluss des Lóis. Der Abfluss ist zu Beginn 10 bis 20 Meter breit und 5 bis 6 Meter tief, dehnt sich aber ostwärts auf eine Breite von 50 bis 60 Meter aus. Der Graben ist hier 10 bis 15 Meter tief. Am Nordrand kommt es verstärkt zu Erosion. Der Fluss liegt 40 m tiefer als der See. Am Westdamm fließt Wasser aus dem See in den Rio Caraulun, einem weiteren Nebenfluss des Lóis. Auch einige Quellen, in tiefer gelegenen Bereichen, werden aus Grundwasser aus dem See gespeist.
2011 begann man mit Planungen, die die Dämme um ein bis zwei Meter erhöhen sollten, um auch größere Hochwasser abfangen zu können. Auch entlang des Abflusses sollen Schutzdämme entstehen. Man erhofft sich durch den höheren Wasserstand im See einen Nutzen sowohl für die lokale Wirtschaft, als auch für den Naturschutz.
Das Wasser des Sees ist aufgrund der Trübung als Trinkwasser ungeeignet, man kann es aber laut Untersuchungen unbedenklich zur Felderbewässerung und Viehtränke verwenden. Der See ist von BirdLife International 2007 als Feuchtgebiet von nationaler Bedeutung definiert worden. Hier finden sich verschiedene bedrohte und endemische Vogelarten, zum Beispiel die Uferschnepfe (Limosa limosa), den Brillenpelikan (Pelecanus conspicillatus) und die Wanderpfeifgans (Dendrocygna arcuata). Die Wälder sind relativ licht, da der Boden nicht das Wachstum einer reichen Vegetation ermöglicht. Das Abholzen der Wälder führt zu zusätzlicher Erosion.